# António Menino
António Menino (m. 6 de Fevereiro de 2024) foi um maestro português, que teve uma carreira distinta em várias bandas filarmónicas, incluindo as da Armada Portuguesa, Sociedade Filarmónica Harmonia Reguenguense e Sociedade Imparcial 15 de Janeiro de 1898, de Alcochete.

## Biografia
Nasceu na cidade de Lisboa. Começou a estudar música aos dez anos, com o seu pai. Ingressou no curso de clarinete, na Escola de Música do Conservatório Nacional, tendo sido aluno de Marcos Romão dos Reis, António Saiote e Jorge Trindade. Frequentou depois a Escola Superior de Música de Lisboa, nas aulas de Francisco Ribeiro.
Iniciou a sua carreira aos catorze anos de idade, na Banda da Sociedade Imparcial 15 de Janeiro de 1898, em Alcochete. Em 1981 entrou na Banda da Armada, onde em 1983 passou a ocupar as posições de solista, coordenador de naipe e professor, tendo feito parte daquele conjunto musical até 2015. Durante este período, destaca-se o seu desempenho como clarinetista a solo, principalmente na interpretação de dois concertos de Carl Maria von Weber, o segundo concerto de clarinete de Oscar Navarro, e a obra Três Improvisos para Clarinete Solo e Pequeno Conjunto de Instrumentos de Sopro de Marcos Romão dos Reis, que o compositor lhe tinha dedicado. Foi também durante a sua carreira na Banda da Armada que fez várias gravações para a Rádio Televisão Portuguesa e a Rádio Difusão Portuguesa, tendo participado num grande número de concertos em Portugal e no estrangeiro, incluindo nos Estados Unidos da América, Espanha, França, Itália, Suíça, Bélgica e Polónia. Foi maestro da banda Wind Ensemble of Fullerton da Universidade Estatal da Califórnia, durante a sua digressão europeia, e em 2014 conduziu o concerto Music from Portugal no Meng Concert Hall, igualmente daquele estabelecimento de ensino.
Foi director artístico e maestro da Banda da Sociedade Filarmónica Harmonia Reguenguense durante cerca de 12 anos, e director artístico da Banda da Sociedade Imparcial 15 de Janeiro de 1898, em Alcochete, durante 25 anos. Começou a dirigir a banda de Alcochete em 1998, substituindo o seu pai neste posto. Durante o seu período o conjunto musical desenvolveu-se consideravelmente, tendo recebido vários prémios nacionais e internacionais, incluindo em Braga, Vila Franca de Xira, no concurso internacional de bandas de Valência, em Espanha, e no concurso de Riva del Garda, onde alcançou o terceir lugar. Em 3 de Fevereiro de 2024, três dias antes de falecer, fez o seu último concerto, no Fórum Cultural de Alcochete, organizado no âmbito das comemorações do 126.º aniversário da Sociedade Imparcial. Esteve igualmente integrado na Orquestra Sinfonia B, e colaborou com várias orquestras de renome, como a do Teatro Nacional de São Carlos e a Sinfónica Juvenil. Também foi professor, tendo dado lições no Conservatório Nacional de Lisboa e na Escola Profissional de Música de Almada, e entre 2015 e 2016 ensinou uma master class em instrumentos de sopro e condutores de orquestra, no Conservatório Regional do Alto Alentejo. Fez igualmente parte do júri na primeira Competição Internacional de Clarinete de Lisboa. Era um dos patronos da Associação Sara Carreira.
Faleceu em 6 de Fevereiro de 2024, aos 61 anos de idade. Na sequência da sua morte, a Câmara Municipal de Alcochete publicou uma nota de pesar, onde realçou a sua carreira naquele concelho, referindo que «enquanto músico e dirigente, levou sempre o nome de Alcochete a pisar os grandes palcos de Portugal e do Mundo». A autarquia classificou a sua carreira musical como uma «trajetória marcada pela excelência, dedicação e paixão pela música», que «deixou um legado indiscutível que continuará a influenciar gerações de músicos e o público em geral».
Foi por diversas vezes premiado ao longo da sua carreira, incluindo nas categorias de instrumentos de sopro em Valência, em 2003, em Riva del Garda em 2005, Vila Franca de Xira em 2006, 2010, 2012 and 2014, no CIB Filarmonia D’Ouro, em Santa Maria da Feira em 2016, e no VI Concurso de Bandas Filarmónicas de Braga, em 2019. Em Dezembro de 2024 foi condecorado com a medalha de Ouro do município de Reguengos de Monsaraz, em reconhecimento pelo seu contributo para a cultura da região. Em 19 de Janeiro de 2025 recebeu a Medalha Municipal de Mérito de Alcochete.
Em Novembro de 2024 foi reiniciado o Festival Internacional de Clarinete, organizado no Fórum Cultural de Alcochete, que em homenagem ao maestro passou a denominar-se de Festival Internacional de Clarinete António Menino. Entre Janeiro e Fevereiro de 2025, a Sociedade Filarmónica Harmonia Reguenguense organizou, com o apoio da autarquia, a exposição Maestro António Menino no Auditório da Biblioteca Municipal de Reguengos de Monsaraz, onde foram mostradas várias fotografias, prémios e outras peças relacionadas com o músico. Esta iniciativa integrou-se no programa comemorativo do 139.º aniversário da Sociedade Filarmónica, que também inclui o descerramento de um mural em sua homenagem, na fachada da sede, e a realização de vários concertos, tendo sido interpretradas algumas obras executadas por António Menino. Também em 22 de Janeiro de 2025, a Câmara Municipal de Alcochete aprovou a atribuição do nome de Maestro António Menino ao auditório do Fórum Cultural de Alcochete.